# Ballas (diamante)

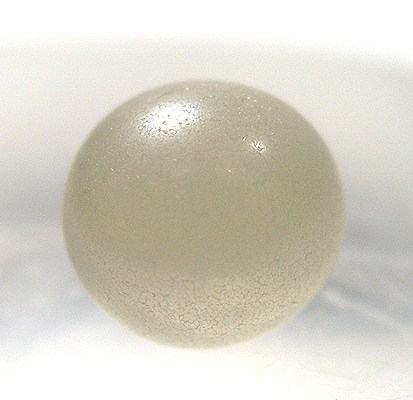
Diamante ballas o perdigón del Brasil. Este ejemplar concreto es extremadamente raro por su gran esfericidad. Diámetro 6 mm.

Los diamantes ballas, o diamantes perdigón, son una variedad de diamantes que se presentan en forma de pequeñas aglomeraciones casi esféricas, formadas por pequeños cristales ordenados en disposición radial y con textura fibrosa.  Estos diamantes no tienen aplicación en joyería. El origen del término es el portugués y fue aplicado por primera vez a ejemplares encontrados en el Brasil. También se conocen como bort-perdigón (“shot bort” en inglés).

## Propiedades
Los diamantes ballas tienen una gran dureza, una gran tenacidad y son difíciles de hender (o mellar con cincel) por la naturaleza de su estructura, orientada en fibras irregulares y sin planos de exfoliación  definidos. Su resistencia a la abrasión es muy grande.

## Distribución geográfica
Se encuentran en Brasil y Sudáfrica, principalmente.